# Chiesa del Salvatore sulla Piazza Sennaja

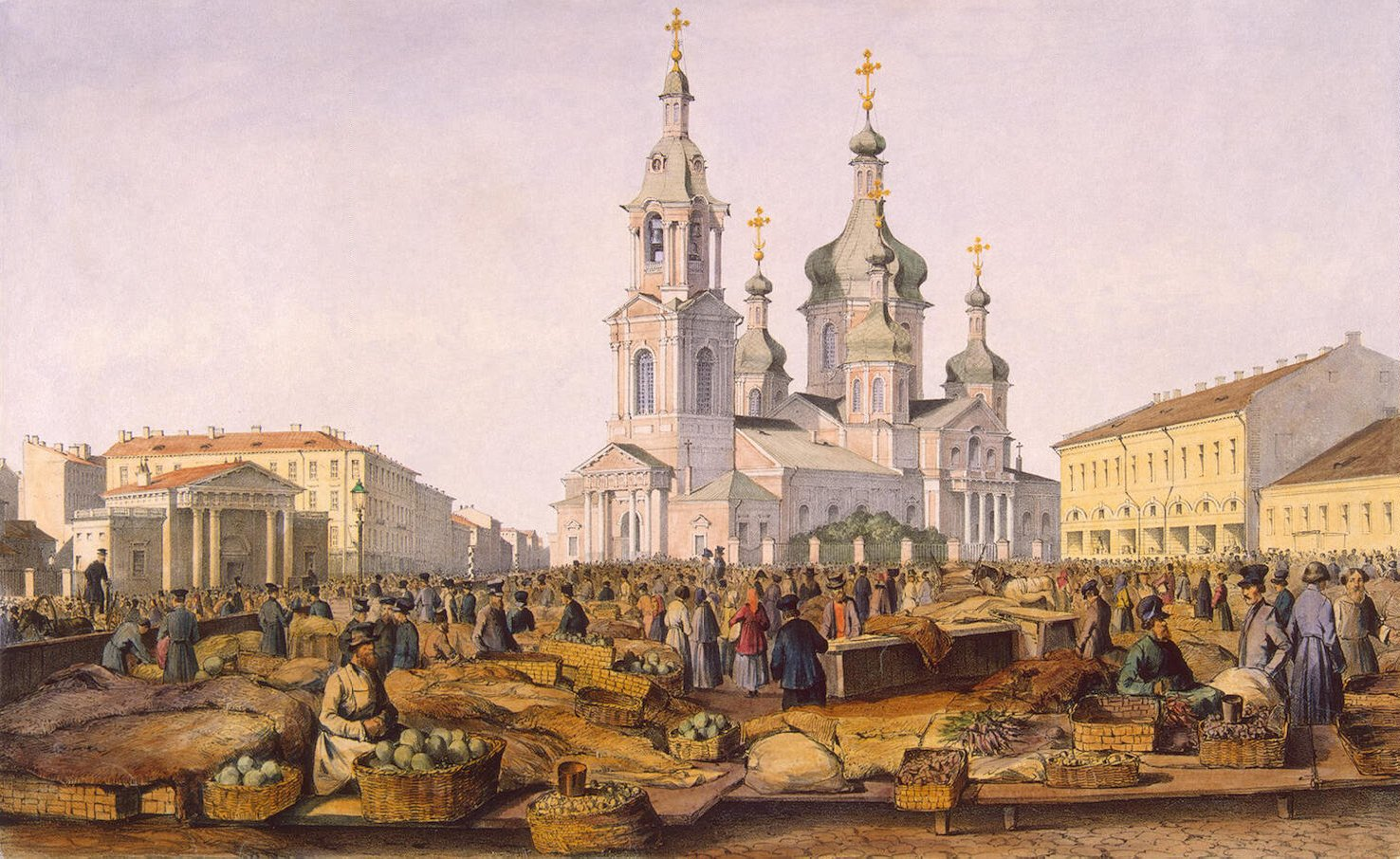
Chiesa del Salvatore sulla piazza Sennaja e Mercato del Fieno nel 1841

La chiesa dell'Assunzione sulla Piazza Sennaja a San Pietroburgo era una chiesa a cinque cupole, in stile tardo barocco, finanziata dai mercanti ortodossi che commerciavano nel vicino mercato di Piazza Sennaja.

## Storia
La chiesa nacque come un edificio in legno trasferito attraverso la Neva dalla parte settentrionale della città. Fu ricostruito in pietra negli anni cinquanta del XVIII secolo, nello stile di Rastrelli, su disegno attribuito ad Andrej Kvasov, poi modificato in diverse occasioni, soprattutto da Luigi Rusca nel 1817. La chiesa era caratterizzata da un alto campanile su tre ordini, un'iconostasi dorata e molte decorazioni preziose. La sua parrocchia era una delle più ricche della città.
Il grande edificio, popolarmente conosciute come la "Chiesa del Salvatore", dominava il quartiere circostante. Ha dato il nome all'Isola Spasskij (il territorio centrale della città, incuneato tra i canali Fontanka, Mojka, Griboedov e Krjukov) e la stazione della metropolitana Spasskaja.
L'edificio sopravvisse intatto al periodo di Stalin e fu addirittura elevato dalla Chiesa vivente allo status di cattedrale (1923), ma fu fatto saltare in aria all'apice della campagna antireligiosa di Nikita Chruščëv nel 1961. Un vestibolo della metropolitana destinato a sostituirlo si erge leggermente a nord. Il sito della chiesa è stato segnato da una cappella molto piccola e dall'aspetto semplice dal 2003.